# Coupe de la Major League Soccer 2017
Navigation
Édition précédente Édition suivante
L'édition 2017 de la Coupe de la Major League Soccer se joue le 9 décembre 2017 entre le Toronto FC, champion de la conférence de l'Est, et les Sounders de Seattle, champions de la conférence de l'Ouest. La rencontre se joue sur le terrain de la meilleure équipe au bilan de la saison régulière, à savoir le Toronto FC. Cette confrontation est identique à l'édition 2016, remportée par les Sounders FC de Seattle.

## Saison régulière
| Rang | Équipe                               | Pts | J  | G  | N  | P  | Bp | Bc | Diff |
| ---- | ------------------------------------ | --- | -- | -- | -- | -- | -- | -- | ---- |
| 1    | Toronto FC                           | 69  | 34 | 20 | 9  | 5  | 74 | 37 | +37  |
| 2    | New York City FC                     | 57  | 34 | 16 | 9  | 9  | 56 | 43 | +13  |
| 3    | Fire de Chicago                      | 55  | 34 | 16 | 7  | 11 | 61 | 47 | +14  |
| 4    | Atlanta United                       | 55  | 34 | 15 | 10 | 9  | 70 | 40 | +30  |
| 5    | Crew SC de Columbus                  | 54  | 34 | 16 | 6  | 12 | 53 | 49 | +4   |
| 6    | Red Bulls de New York                | 50  | 34 | 14 | 8  | 12 | 53 | 47 | +6   |
| 7    | Revolution de la Nouvelle-Angleterre | 45  | 34 | 13 | 6  | 15 | 53 | 61 | -8   |
| 8    | Union de Philadelphie                | 42  | 34 | 11 | 9  | 14 | 50 | 47 | +3   |
| 9    | Impact de Montréal                   | 39  | 34 | 11 | 6  | 17 | 52 | 58 | -6   |
| 10   | Orlando City SC                      | 39  | 34 | 10 | 9  | 15 | 39 | 58 | -19  |
| 11   | D.C. United                          | 32  | 34 | 9  | 5  | 20 | 31 | 60 | -29  |

| Rang | Équipe                               | Pts | J  | G  | N  | P  | Bp | Bc | Diff |
| ---- | ------------------------------------ | --- | -- | -- | -- | -- | -- | -- | ---- |
| 1    | Toronto FC                           | 69  | 34 | 20 | 9  | 5  | 74 | 37 | +37  |
| 2    | New York City FC                     | 57  | 34 | 16 | 9  | 9  | 56 | 43 | +13  |
| 3    | Fire de Chicago                      | 55  | 34 | 16 | 7  | 11 | 61 | 47 | +14  |
| 4    | Atlanta United                       | 55  | 34 | 15 | 10 | 9  | 70 | 40 | +30  |
| 5    | Crew SC de Columbus                  | 54  | 34 | 16 | 6  | 12 | 53 | 49 | +4   |
| 6    | Red Bulls de New York                | 50  | 34 | 14 | 8  | 12 | 53 | 47 | +6   |
| 7    | Revolution de la Nouvelle-Angleterre | 45  | 34 | 13 | 6  | 15 | 53 | 61 | -8   |
| 8    | Union de Philadelphie                | 42  | 34 | 11 | 9  | 14 | 50 | 47 | +3   |
| 9    | Impact de Montréal                   | 39  | 34 | 11 | 6  | 17 | 52 | 58 | -6   |
| 10   | Orlando City SC                      | 39  | 34 | 10 | 9  | 15 | 39 | 58 | -19  |
| 11   | D.C. United                          | 32  | 34 | 9  | 5  | 20 | 31 | 60 | -29  |

| Rang | Équipe                    | Pts | J  | G  | N  | P  | Bp | Bc | Diff |
| ---- | ------------------------- | --- | -- | -- | -- | -- | -- | -- | ---- |
| 1    | Timbers de Portland       | 53  | 34 | 15 | 8  | 11 | 60 | 50 | +10  |
| 2    | Sounders FC de Seattle T  | 53  | 34 | 14 | 11 | 9  | 52 | 39 | +13  |
| 3    | Whitecaps de Vancouver    | 52  | 34 | 15 | 7  | 12 | 50 | 49 | +1   |
| 4    | Dynamo de Houston         | 50  | 34 | 13 | 11 | 10 | 57 | 45 | +12  |
| 5    | Sporting de Kansas City C | 49  | 34 | 12 | 13 | 9  | 40 | 29 | +11  |
| 6    | Earthquakes de San José   | 46  | 34 | 13 | 7  | 14 | 39 | 60 | -21  |
| 7    | FC Dallas                 | 46  | 34 | 11 | 13 | 10 | 48 | 48 | 0    |
| 8    | Real Salt Lake            | 45  | 34 | 13 | 6  | 15 | 49 | 55 | -6   |
| 9    | Minnesota United          | 36  | 34 | 10 | 6  | 18 | 47 | 70 | -23  |
| 10   | Rapids du Colorado        | 33  | 34 | 9  | 6  | 19 | 31 | 51 | -20  |
| 11   | Galaxy de Los Angeles     | 32  | 34 | 8  | 8  | 18 | 45 | 67 | -22  |

| Rang | Équipe                    | Pts | J  | G  | N  | P  | Bp | Bc | Diff |
| ---- | ------------------------- | --- | -- | -- | -- | -- | -- | -- | ---- |
| 1    | Timbers de Portland       | 53  | 34 | 15 | 8  | 11 | 60 | 50 | +10  |
| 2    | Sounders FC de Seattle T  | 53  | 34 | 14 | 11 | 9  | 52 | 39 | +13  |
| 3    | Whitecaps de Vancouver    | 52  | 34 | 15 | 7  | 12 | 50 | 49 | +1   |
| 4    | Dynamo de Houston         | 50  | 34 | 13 | 11 | 10 | 57 | 45 | +12  |
| 5    | Sporting de Kansas City C | 49  | 34 | 12 | 13 | 9  | 40 | 29 | +11  |
| 6    | Earthquakes de San José   | 46  | 34 | 13 | 7  | 14 | 39 | 60 | -21  |
| 7    | FC Dallas                 | 46  | 34 | 11 | 13 | 10 | 48 | 48 | 0    |
| 8    | Real Salt Lake            | 45  | 34 | 13 | 6  | 15 | 49 | 55 | -6   |
| 9    | Minnesota United          | 36  | 34 | 10 | 6  | 18 | 47 | 70 | -23  |
| 10   | Rapids du Colorado        | 33  | 34 | 9  | 6  | 19 | 31 | 51 | -20  |
| 11   | Galaxy de Los Angeles     | 32  | 34 | 8  | 8  | 18 | 45 | 67 | -22  |

### Confrontation en 2017
| Date       | Domicile         | Score | Extérieur  | Stade             |
| ---------- | ---------------- | ----- | ---------- | ----------------- |
| 6 mai 2017 | Seattle Sounders | 0-1   | Toronto FC | CenturyLink Field |

## En route vers la finale

### Tableau
|  | Premier tour                    | Premier tour                    | Premier tour                  | Premier tour              |                      |                      | Demi-finales de conférence    | Demi-finales de conférence    | Demi-finales de conférence    | Demi-finales de conférence    |  |  | Finales de conférence  | Finales de conférence  | Finales de conférence  | Finales de conférence  |  |  | MLS Cup 2017    | MLS Cup 2017    | MLS Cup 2017    | MLS Cup 2017    |
|  |                                 |                                 |                               |                           |                      |                      |                               |                               |                               |                               |  |  |                        |                        |                        |                        |  |  |                 |                 |                 |                 |
|  |                                 |                                 |                               |                           |                      |                      | 30 octobre et 5 novembre 2017 | 30 octobre et 5 novembre 2017 | 30 octobre et 5 novembre 2017 | 30 octobre et 5 novembre 2017 |  |  | 21 et 29 novembre 2017 | 21 et 29 novembre 2017 | 21 et 29 novembre 2017 | 21 et 29 novembre 2017 |  |  | 9 décembre 2017 | 9 décembre 2017 | 9 décembre 2017 | 9 décembre 2017 |
|  |                                 |                                 |                               |                           |                      |                      | 30 octobre et 5 novembre 2017 | 30 octobre et 5 novembre 2017 | 30 octobre et 5 novembre 2017 | 30 octobre et 5 novembre 2017 |  |  | 21 et 29 novembre 2017 | 21 et 29 novembre 2017 | 21 et 29 novembre 2017 | 21 et 29 novembre 2017 |  |  | 9 décembre 2017 | 9 décembre 2017 | 9 décembre 2017 | 9 décembre 2017 |
|  |                                 |                                 |                               |                           |                      |                      | 30 octobre et 5 novembre 2017 | 30 octobre et 5 novembre 2017 | 30 octobre et 5 novembre 2017 | 30 octobre et 5 novembre 2017 |  |  | 21 et 29 novembre 2017 | 21 et 29 novembre 2017 | 21 et 29 novembre 2017 | 21 et 29 novembre 2017 |  |  | 9 décembre 2017 | 9 décembre 2017 | 9 décembre 2017 | 9 décembre 2017 |
|  |                                 |                                 |                               |                           |                      |                      | 30 octobre et 5 novembre 2017 | 30 octobre et 5 novembre 2017 | 30 octobre et 5 novembre 2017 | 30 octobre et 5 novembre 2017 |  |  | 21 et 29 novembre 2017 | 21 et 29 novembre 2017 | 21 et 29 novembre 2017 | 21 et 29 novembre 2017 |  |  | 9 décembre 2017 | 9 décembre 2017 | 9 décembre 2017 | 9 décembre 2017 |
|  | E1 Toronto FC                   | E1 Toronto FC                   | 2                             | 0                         |                      |                      |                               |                               |                               |                               |  |  | 21 et 29 novembre 2017 | 21 et 29 novembre 2017 | 21 et 29 novembre 2017 | 21 et 29 novembre 2017 |  |  | 9 décembre 2017 | 9 décembre 2017 | 9 décembre 2017 | 9 décembre 2017 |
|  | E1 Toronto FC                   | E1 Toronto FC                   | 2                             | 0                         | 25 octobre 2017      |                      |                               |                               |                               |                               |  |  | 21 et 29 novembre 2017 | 21 et 29 novembre 2017 | 21 et 29 novembre 2017 | 21 et 29 novembre 2017 |  |  | 9 décembre 2017 | 9 décembre 2017 | 9 décembre 2017 | 9 décembre 2017 |
|  |                                 |                                 | E6 Red Bulls de New York      | E6 Red Bulls de New York  | 1                    | 1                    |                               |                               |                               |                               |  |  | 21 et 29 novembre 2017 | 21 et 29 novembre 2017 | 21 et 29 novembre 2017 | 21 et 29 novembre 2017 |  |  | 9 décembre 2017 | 9 décembre 2017 | 9 décembre 2017 | 9 décembre 2017 |
|  | E3 Fire de Chicago              | E3 Fire de Chicago              | E6 Red Bulls de New York      | E6 Red Bulls de New York  | 1                    | 1                    | 0                             | 0                             |                               |                               |  |  | 21 et 29 novembre 2017 | 21 et 29 novembre 2017 | 21 et 29 novembre 2017 | 21 et 29 novembre 2017 |  |  | 9 décembre 2017 | 9 décembre 2017 | 9 décembre 2017 | 9 décembre 2017 |
|  | E3 Fire de Chicago              | E3 Fire de Chicago              | 31 octobre et 5 novembre 2017 |                           |                      |                      | 0                             | 0                             |                               |                               |  |  | 21 et 29 novembre 2017 | 21 et 29 novembre 2017 | 21 et 29 novembre 2017 | 21 et 29 novembre 2017 |  |  | 9 décembre 2017 | 9 décembre 2017 | 9 décembre 2017 | 9 décembre 2017 |
|  | E6 Red Bulls de New York        | E6 Red Bulls de New York        | 4                             | 4                         |                      |                      |                               |                               |                               |                               |  |  | 21 et 29 novembre 2017 | 21 et 29 novembre 2017 | 21 et 29 novembre 2017 | 21 et 29 novembre 2017 |  |  | 9 décembre 2017 | 9 décembre 2017 | 9 décembre 2017 | 9 décembre 2017 |
|  | E6 Red Bulls de New York        | E6 Red Bulls de New York        | 4                             | 4                         | E1 Toronto FC        | E1 Toronto FC        | 0                             | 1                             |                               |                               |  |  |                        |                        |                        |                        |  |  | 9 décembre 2017 | 9 décembre 2017 | 9 décembre 2017 | 9 décembre 2017 |
|  |                                 |                                 |                               |                           | E1 Toronto FC        | E1 Toronto FC        | 0                             | 1                             |                               |                               |  |  |                        |                        |                        |                        |  |  | 9 décembre 2017 | 9 décembre 2017 | 9 décembre 2017 | 9 décembre 2017 |
|  |                                 |                                 | E5 Crew SC de Columbus        | E5 Crew SC de Columbus    | 0                    | 0                    |                               |                               |                               |                               |  |  |                        |                        |                        |                        |  |  | 9 décembre 2017 | 9 décembre 2017 | 9 décembre 2017 | 9 décembre 2017 |
|  |                                 |                                 |                               |                           | 0                    | 0                    |                               |                               |                               |                               |  |  |                        |                        |                        |                        |  |  | 9 décembre 2017 | 9 décembre 2017 | 9 décembre 2017 | 9 décembre 2017 |
|  |                                 | 21 et 30 novembre               |                               |                           |                      |                      |                               |                               |                               |                               |  |  |                        |                        |                        |                        |  |  | 9 décembre 2017 | 9 décembre 2017 | 9 décembre 2017 | 9 décembre 2017 |
|  |                                 |                                 |                               |                           |                      |                      |                               |                               |                               |                               |  |  |                        |                        |                        |                        |  |  | 9 décembre 2017 | 9 décembre 2017 | 9 décembre 2017 | 9 décembre 2017 |
|  | E2 New York City FC             | E2 New York City FC             | 1                             | 2                         |                      |                      |                               |                               |                               |                               |  |  |                        |                        |                        |                        |  |  | 9 décembre 2017 | 9 décembre 2017 | 9 décembre 2017 | 9 décembre 2017 |
|  | E2 New York City FC             | E2 New York City FC             | 1                             | 2                         | 26 octobre 2017      |                      |                               |                               |                               |                               |  |  |                        |                        |                        |                        |  |  | 9 décembre 2017 | 9 décembre 2017 | 9 décembre 2017 | 9 décembre 2017 |
|  |                                 |                                 | E5 Crew SC de Columbus        | E5 Crew SC de Columbus    | 4                    | 0                    |                               |                               |                               |                               |  |  |                        |                        |                        |                        |  |  | 9 décembre 2017 | 9 décembre 2017 | 9 décembre 2017 | 9 décembre 2017 |
|  | E4 Atlanta United               | E4 Atlanta United               | E5 Crew SC de Columbus        | E5 Crew SC de Columbus    | 4                    | 0                    | 0 (1)                         | 0 (1)                         |                               |                               |  |  |                        |                        |                        |                        |  |  | 9 décembre 2017 | 9 décembre 2017 | 9 décembre 2017 | 9 décembre 2017 |
|  | E4 Atlanta United               | E4 Atlanta United               | 30 octobre et 5 novembre 2017 |                           |                      |                      | 0 (1)                         | 0 (1)                         |                               |                               |  |  |                        |                        |                        |                        |  |  | 9 décembre 2017 | 9 décembre 2017 | 9 décembre 2017 | 9 décembre 2017 |
|  | E5 Crew SC de Columbus t. a. b. | E5 Crew SC de Columbus t. a. b. | 0 (3)                         | 0 (3)                     |                      |                      |                               |                               |                               |                               |  |  |                        |                        |                        |                        |  |  | 9 décembre 2017 | 9 décembre 2017 | 9 décembre 2017 | 9 décembre 2017 |
|  | E5 Crew SC de Columbus t. a. b. | E5 Crew SC de Columbus t. a. b. | 0 (3)                         | 0 (3)                     | E1 Toronto FC        | E1 Toronto FC        | 2                             | 2                             |                               |                               |  |  |                        |                        |                        |                        |  |  |                 |                 |                 |                 |
|  |                                 |                                 |                               |                           | E1 Toronto FC        | E1 Toronto FC        | 2                             | 2                             |                               |                               |  |  |                        |                        |                        |                        |  |  |                 |                 |                 |                 |
|  |                                 |                                 | O2 Sounders de Seattle        | O2 Sounders de Seattle    | 0                    | 0                    |                               |                               |                               |                               |  |  |                        |                        |                        |                        |  |  |                 |                 |                 |                 |
|  |                                 |                                 |                               |                           | 0                    | 0                    |                               |                               |                               |                               |  |  |                        |                        |                        |                        |  |  |                 |                 |                 |                 |
|  |                                 |                                 |                               |                           |                      |                      |                               |                               |                               |                               |  |  |                        |                        |                        |                        |  |  |                 |                 |                 |                 |
|  |                                 |                                 |                               |                           |                      |                      |                               |                               |                               |                               |  |  |                        |                        |                        |                        |  |  |                 |                 |                 |                 |
|  | O1 Timbers de Portland          | O1 Timbers de Portland          | 0                             | 1                         |                      |                      |                               |                               |                               |                               |  |  |                        |                        |                        |                        |  |  |                 |                 |                 |                 |
|  | O1 Timbers de Portland          | O1 Timbers de Portland          | 0                             | 1                         | 26 octobre 2017      |                      |                               |                               |                               |                               |  |  |                        |                        |                        |                        |  |  |                 |                 |                 |                 |
|  |                                 |                                 | O4 Dynamo de Houston          | O4 Dynamo de Houston      | 0                    | 2                    |                               |                               |                               |                               |  |  |                        |                        |                        |                        |  |  |                 |                 |                 |                 |
|  | O4 Dynamo de Houston            | O4 Dynamo de Houston            | O4 Dynamo de Houston          | O4 Dynamo de Houston      | 0                    | 2                    | 1ap                           | 1ap                           |                               |                               |  |  |                        |                        |                        |                        |  |  |                 |                 |                 |                 |
|  | O4 Dynamo de Houston            | O4 Dynamo de Houston            | 29 octobre et 2 novembre 2017 |                           |                      |                      | 1ap                           | 1ap                           |                               |                               |  |  |                        |                        |                        |                        |  |  |                 |                 |                 |                 |
|  | O5 Sporting de Kansas City      | O5 Sporting de Kansas City      | 0                             | 0                         |                      |                      |                               |                               |                               |                               |  |  |                        |                        |                        |                        |  |  |                 |                 |                 |                 |
|  | O5 Sporting de Kansas City      | O5 Sporting de Kansas City      | 0                             | 0                         | O4 Dynamo de Houston | O4 Dynamo de Houston | 0                             | 0                             |                               |                               |  |  |                        |                        |                        |                        |  |  |                 |                 |                 |                 |
|  |                                 |                                 |                               |                           | O4 Dynamo de Houston | O4 Dynamo de Houston | 0                             | 0                             |                               |                               |  |  |                        |                        |                        |                        |  |  |                 |                 |                 |                 |
|  |                                 |                                 | O2 Sounders de Seattle        | O2 Sounders de Seattle    | 2                    | 3                    |                               |                               |                               |                               |  |  |                        |                        |                        |                        |  |  |                 |                 |                 |                 |
|  |                                 |                                 |                               |                           | 2                    | 3                    |                               |                               |                               |                               |  |  |                        |                        |                        |                        |  |  |                 |                 |                 |                 |
|  |                                 |                                 |                               |                           |                      |                      |                               |                               |                               |                               |  |  |                        |                        |                        |                        |  |  |                 |                 |                 |                 |
|  |                                 |                                 |                               |                           |                      |                      |                               |                               |                               |                               |  |  |                        |                        |                        |                        |  |  |                 |                 |                 |                 |
|  | O2 Sounders de Seattle          | O2 Sounders de Seattle          | 0                             | 2                         |                      |                      |                               |                               |                               |                               |  |  |                        |                        |                        |                        |  |  |                 |                 |                 |                 |
|  | O2 Sounders de Seattle          | O2 Sounders de Seattle          | 0                             | 2                         | 25 octobre 2017      |                      |                               |                               |                               |                               |  |  |                        |                        |                        |                        |  |  |                 |                 |                 |                 |
|  |                                 |                                 | O3 Whitecaps de Vancouver     | O3 Whitecaps de Vancouver | 0                    | 0                    |                               |                               |                               |                               |  |  |                        |                        |                        |                        |  |  |                 |                 |                 |                 |
|  | O3 Whitecaps de Vancouver       | O3 Whitecaps de Vancouver       | O3 Whitecaps de Vancouver     | O3 Whitecaps de Vancouver | 0                    | 0                    | 5                             | 5                             |                               |                               |  |  |                        |                        |                        |                        |  |  |                 |                 |                 |                 |
|  | O3 Whitecaps de Vancouver       | O3 Whitecaps de Vancouver       |                               |                           |                      |                      |                               | 5                             |                               |                               |  |  |                        |                        |                        |                        |  |  |                 |                 |                 |                 |
|  | O6 Earthquakes de San José      | O6 Earthquakes de San José      | 0                             | 0                         |                      |                      |                               |                               |                               |                               |  |  |                        |                        |                        |                        |  |  |                 |                 |                 |                 |
|  | O6 Earthquakes de San José      | O6 Earthquakes de San José      | 0                             | 0                         |                      |                      |                               |                               |                               |                               |  |  |                        |                        |                        |                        |  |  |                 |                 |                 |                 |
|  |                                 |                                 |                               |                           |                      |                      |                               |                               |                               |                               |  |  |                        |                        |                        |                        |  |  |                 |                 |                 |                 |

#### Parcours du Toronto FC

##### Demi-finale de conférence
| 30 octobre 2017 | Red Bulls de New York | 1 - 2   | Toronto FC                | Red Bull Arena, Harrison                      |                                               |
| 19:00           | Royer 45+3e (pen.)    | (1 - 1) | 8e Vázquez · 72e Giovinco | Spectateurs : 18 107 Arbitrage : Drew Fischer | Spectateurs : 18 107 Arbitrage : Drew Fischer |
| 19:00           | Rapport               |         |                           | Spectateurs : 18 107 Arbitrage : Drew Fischer | Spectateurs : 18 107 Arbitrage : Drew Fischer |

| 5 novembre 2017 | Toronto FC | 0 - 1   | Red Bulls de New York | BMO Field, Toronto                           |                                              |
| 15:00           |            | (0 - 0) | 53e Wright-Phillips   | Spectateurs : 29 974 Arbitrage : Chris Penso | Spectateurs : 29 974 Arbitrage : Chris Penso |
| 15:00           | Rapport    |         |                       | Spectateurs : 29 974 Arbitrage : Chris Penso | Spectateurs : 29 974 Arbitrage : Chris Penso |

Le Toronto FC l'emporte par un score cumulé de 2-2, grâce à la règle du but à l'extérieur.

##### Finale de conférence
| 21 novembre 2017 | Crew SC de Columbus | 0 - 0   | Toronto FC | Mapfre Stadium, Columbus                       |                                                |
| 20:00            |                     | (0 - 0) |            | Spectateurs : 21 289 Arbitrage : Robert Sibiga | Spectateurs : 21 289 Arbitrage : Robert Sibiga |
| 20:00            | Rapport             |         |            | Spectateurs : 21 289 Arbitrage : Robert Sibiga | Spectateurs : 21 289 Arbitrage : Robert Sibiga |

| 29 novembre 2017 | Toronto FC   | 1 - 0   | Crew SC de Columbus | BMO Field, Toronto                             |                                                |
| 19:30            | Altidore 60e | (0 - 0) |                     | Spectateurs : 30 392 Arbitrage : Ismail Elfath | Spectateurs : 30 392 Arbitrage : Ismail Elfath |
| 19:30            | Rapport      |         |                     | Spectateurs : 30 392 Arbitrage : Ismail Elfath | Spectateurs : 30 392 Arbitrage : Ismail Elfath |

Le Toronto FC l'emporte par un score cumulé de 1-0.

#### Parcours des Sounders de Seattle

##### Demi-finale de conférence
| 29 octobre 2017 | Whitecaps de Vancouver | 0 - 0   | Sounders de Seattle | BC Place, Vancouver                          |                                              |
| 17:30           |                        | (0 - 0) |                     | Spectateurs : 27 837 Arbitrage : Kevin Stott | Spectateurs : 27 837 Arbitrage : Kevin Stott |
| 17:30           | Rapport                |         |                     | Spectateurs : 27 837 Arbitrage : Kevin Stott | Spectateurs : 27 837 Arbitrage : Kevin Stott |

| 2 novembre 2017 | Sounders de Seattle | 2 - 0   | Whitecaps de Vancouver | CenturyLink Field, Seattle                        |                                                   |
| 19:30           | Dempsey 56e 88e     | (0 - 0) |                        | Spectateurs : 39 587 Arbitrage : Baldomero Toledo | Spectateurs : 39 587 Arbitrage : Baldomero Toledo |
| 19:30           | Rapport             |         |                        | Spectateurs : 39 587 Arbitrage : Baldomero Toledo | Spectateurs : 39 587 Arbitrage : Baldomero Toledo |

Les Sounders de Seattle l'emportent par un score cumulé de 2-0.

##### Finale de conférence
| 21 novembre 2017 | Dynamo de Houston | 0 - 2   | Sounders de Seattle      | BBVA Compass Stadium, Houston                |                                              |
| 20:30            |                   | (0 - 1) | 11e Svensson · 42e Bruin | Spectateurs : 22 661 Arbitrage : Chris Penso | Spectateurs : 22 661 Arbitrage : Chris Penso |
| 20:30            | Rapport           |         |                          | Spectateurs : 22 661 Arbitrage : Chris Penso | Spectateurs : 22 661 Arbitrage : Chris Penso |

| 30 novembre 2017 | Sounders de Seattle                     | 3 - 0   | Dynamo de Houston | CenturyLink Field, Seattle                       |                                                  |
| 19:30            | Rodríguez 22e · Dempsey 57e · Bruin 73e | (1 - 0) |                   | Spectateurs : 45 298 Arbitrage : Hilario Grajeda | Spectateurs : 45 298 Arbitrage : Hilario Grajeda |
| 19:30            | Rapport                                 |         |                   | Spectateurs : 45 298 Arbitrage : Hilario Grajeda | Spectateurs : 45 298 Arbitrage : Hilario Grajeda |

## Finale
Il s'agit de la seconde confrontation en séries éliminatoires entre ces deux équipes, après la victoire de Seattle dans la Coupe MLS 2016.
| 9 décembre 2017 | Toronto FC                | 2 - 0   | Sounders de Seattle | BMO Field, Toronto                             |                                                |
|                 | Altidore 67eVázquez 90+4e | (0 - 0) |                     | Spectateurs : 30 584 Arbitrage : Allen Chapman | Spectateurs : 30 584 Arbitrage : Allen Chapman |
|                 | Rapport                   |         |                     | Spectateurs : 30 584 Arbitrage : Allen Chapman | Spectateurs : 30 584 Arbitrage : Allen Chapman |

| Toronto FC | Sounders de Seattle |

| G             | 25 | Alex Bono           |       |       |
| AD            | 33 | Steven Beitashour   |       |       |
| DC            | 3  | Drew Moor           |       |       |
| DC            | 23 | Chris Mavinga       |       |       |
| AG            | 2  | Justin Morrow       |       |       |
| MD            | 4  | Michael Bradley (c) |       |       |
| MC            | 18 | Marco Delgado       |       | 90+3e |
| MC            | 21 | Jonathan Osorio     |       | 85e   |
| MO            | 7  | Víctor Vázquez      | 90+5e |       |
| A             | 10 | Sebastian Giovinco  |       |       |
| A             | 17 | Jozy Altidore       |       | 86e   |
| Remplaçants : |    |                     |       |       |
| G             | 1  | Clint Irwin         |       |       |
| D             | 6  | Nick Hagglund       |       | 86e   |
| D             | 15 | Eriq Zavaleta       |       |       |
| D             | 26 | Nicolas Hasler      |       |       |
| M             | 8  | Benoît Cheyrou      |       | 90+3e |
| M             | 31 | Armando Cooper      |       | 85e   |
| A             | 87 | Tosaint Ricketts    |       |       |
| Entraîneur :  |    |                     |       |       |
| Greg Vanney   |    |                     |       |       |

| G               | 24 | Stefan Frei         |  |       |
| AD              | 18 | Kelvin Leerdam      |  |       |
| DC              | 29 | Román Torres        |  |       |
| DC              | 14 | Chad Marshall       |  |       |
| AG              | 33 | Joevin Jones        |  | 90+1e |
| MC              | 7  | Cristian Roldan     |  |       |
| MC              | 4  | Gustav Svensson     |  |       |
| MOD             | 10 | Nicolás Lodeiro (c) |  |       |
| MO              | 2  | Clint Dempsey       |  |       |
| MOG             | 8  | Víctor Rodríguez    |  | 71e   |
| A               | 17 | Will Bruin          |  |       |
| Remplaçants :   |    |                     |  |       |
| G               | 1  | Tyler Miller        |  |       |
| D               | 5  | Nouhou Tolo         |  | 90+1e |
| D               | 15 | Tony Alfaro         |  |       |
| M               | 19 | Harry Shipp         |  |       |
| M               | 21 | Jordy Delem         |  |       |
| A               | 13 | Jordan Morris       |  | 71e   |
| A               | 27 | Lamar Neagle        |  |       |
| Entraîneur :    |    |                     |  |       |
| Brian Schmetzer |    |                     |  |       |

| Homme du match : Jozy Altidore Arbitres assistants : Adam Wienckowski Jeremy Hanson Quatrième arbitre : Kevin Stott Arbitre assistant vidéo : David Gantar | Règlement - 90 minutes. - 30 minutes de prolongation si nécessaire. - Séance de tirs-au-but si nécessaire. - Sept remplaçants sur la feuille de match. - Trois remplacements autorisés au maximum. |